# Сетиф (област)
Сетиф (на арабски: ولاية سطيف) е област на Алжир. Населението ѝ е 1 489 979 жители (по данни от април 2008 г.), а площта 6504 кв. км. Намира се в часова зона UTC+01. Телефонният ѝ код е +213 (0) 36. Административен център е Сетиф.